# Anticrates sanguinicornis
Anticrates sanguinicornis is een vlinder uit de familie van de Lacturidae. De wetenschappelijke naam van de soort is voor het eerst geldig gepubliceerd in 1900 door Walsingham.